# 兆征县
兆征县（1933年8月—1934年10月）是中华苏维埃共和国福建省的一个县。
1933年8月，由长汀县析置，治所在原长汀县城（今福建省龙岩市长汀县汀州镇）。为纪念苏兆征而命名。1934年10月，废县。